# The War Correspondent (film 1913 Hunt)
The War Correspondent è un cortometraggio muto del 1913 sceneggiato e diretto da Jay Hunt da un soggetto di William H. Clifford.  Prodotto dalla Broncho Film Company, il film aveva come interpreti Frank Borzage, Gayne Whitman e William Ehfe.
È il secondo film con questo titolo uscito nel 1913 sul mercato statunitense. In marzo, infatti, era uscito un The War Correspondent, film sui reporter in guerra diretto da Robert G. Vignola.

## Produzione
Il cortometraggio venne prodotto dalla Broncho Film Company di Thomas H. Ince.

## Distribuzione
Distribuito dalla Mutual, il film - un cortometraggio in due bobine - uscì nelle sale statunitensi il 19 novembre 1913.